# Ačandara
Ačandara (abchazsky Аҷандара, gruzínsky აჭანდარა – Ačandara) je vesnice v Abcházii, v okrese Gudauta. Leží přibližně 15 km severovýchodně od okresního města Gudauty v podhůří Velkého Kavkazu. Obec sousedí na západě s Durypšem, na jihu s Abgarchukem a s Aacy. Na severu a na východě od obce se nachází těžko prostupný Bzybský hřbet. Ačandarou protékají potoky Dochurta, tvořící hranici s Durypšem, Čbaarta a Aapsta.
Severně od Ačandary se nachází posvátná hora Dydrypš s 919 metry nad mořem. Místo slouží jako jedna ze sedmi svatyní abchazské původní víry. V okolí Ačandary se nachází též dolmeny, pocházející z 2. tisíciletí př. n. l.

## Vesnický okrsek Ačandara
Ačandara je vesnické správní centrum s oficiálním názvem Vesnický okrsek Ačandara (rusky Ачандарская сельская администрация, abchazsky Аҷандара ақыҭа ахадара). Za časů Sovětského svazu se okrsek jmenoval Ačandarský selsovět (Ачандарский сельсовет). Součástí vesnického okrsku Ačandara jsou tyto části:
- Ačandara (Аҷандара)

Vesnický okrsek Ačandara

- Aualica / Baraschu (Ауалица / Барасхә)
- Auasyrchva (Ауасырхәа)
- Blatchva / Kvabyryvita (Блаҭхәа / Қәабырыҩҭа)
- Dzybzyr (Ӡыбзыр)
- Habvy (Ҳабҩы)
- Cvyndyrta (Ҵәындырҭа)
- Džgydyrchva (Џьгыдырхәа)

## Název, pověsti a tradice
Dle legendy byla obec v dávné minulosti napadena nepřáteli, kteří zajali veškeré zdejší obyvatelstvo, jejich dobytek a ukradli též veškerý jejich majetek. Jediné dvě osoby, které unikly zajetí, byly stařenka, která se sotva hýbala, a lovec jménem Čandar, který onoho dne nebyl v obci přítomen. Po svém návratu se Čandar dověděl od stařenky, co se přihodilo a pustil se do pronásledování nepřátel. Dohnal je v úžině mezi dvěma skalisky, odkud nepřátele napadl. Svým hrdinským činem Čandar pomohl osvobodit všechny zajaté vesničany, ale sám z boje vyvázl vážně zraněn. Vděční vesničané mu vyrobili z větví nejbližšího stromu nosítka a snesli ho z hor zpět do vesnice, kde nakonec zemřel. Větve použité na nosítka, potřísněné Čandarovou krví, poté vesničané zabodli do země a ty velmi rychle zakořenily. Vesničané proto k uctění Čandarovy památky pojmenovali stromy vzrostlé z těchto větví Ačandarcla (Аҷандарҵла – Čandarův strom) a později přejmenovali svou vesnici na Ačandara. V abcházštině tento název znamená „Tam, kde jsou Čandarovy stromy.“ Ve vsi se nachází obrovský platan, jehož stáří se odhaduje na tisíc let.
Dále se jedná o posvátné místo pro abchazský národ, díky blízkosti hory Dydrypš, na jejímž vrcholu byl kdysi postaven křesťanský kostel. Přesto od nepaměti je místními obyvateli hora ctěna dle způsobu jejich původní víry. Dle záznamů z přelomu 19. a 20. století se dochoval popis zdejší tradice: Na úpatí hory ten, kdo byl obviněn z trestného činu a chtěl své jméno očistit, provedl obětování bohu. Poté v doprovodu místního abchazského žrece vystoupil na horu, kde pronese přísahu, že je nevinen a svou nevinu hodlá dokázat. Tímto žrecem je dle tradice člen zdejšího rodu Čičba.

## Obyvatelstvo
Dle nejnovějšího sčítání lidu z roku 2011 je počet obyvatel vesnického okrsku 1226 a jejich složení je následovné:
- 1217 Abchazů (99,3 %)
- 9 příslušníků ostatních národností (0,7 %)

V roce 1989, před válkou v Abcházii žilo v obci Ačandaře 178 obyvatel a v celém Ačandarském selsovětu 1522 obyvatel.
V roce 1959 žilo v tomto selsovětu 1759 obyvatel.